# Formica picipes
Formica picipes är en myrart som beskrevs av Gottfried Christian Reich 1793. Formica picipes ingår i släktet Formica och familjen myror. Inga underarter finns listade i Catalogue of Life.